# Tången, Filipstads kommun
Tången är en bebyggelse söder om Nordmark i Nordmarks socken i Filipstads kommun. bebyggelsen avgränsades av SCB från 1990 till 2015 som en del av tätorten Nordmark. Vid avgränsningen 2023 klassades orten som en separat småort.